# سد جاوا (الأردن)
'سد جاوا أو سد جاوه هو أثر باقٍ من بناء سد «من نوع سدود التثاقلية أو سدود الجاذبية» في وادي راجل الواقع في منطقة جاوا في محافظة المفرق، الأردن، تحديداً شمال منطقة الأزرق بنحو 58 كم. وهو أقدم سد معروف في العالم، إذ يعود تاريخه إلى ما قبل عام 3000 ق.م. خلال العصر البرونزي المبكر. وكان هذا السد جزءاً من نظام تزويد مائي يتكون من سدود أخرى أصغر حجماً لتزويد مدينة جاوا النامية بالمياه آنذاك. لذا يستخدم التعبير «سدود جاوا» للدلالة على السدود المحيطة بمنطقة جاوا. لكن سد جاوا هو أكبر تلك السدود. يفيد سفيند هيلمز الذي قاد عمليات الحفريات في المنطقة عام 1970 أن سد جاوا كان قد استخدم للحصاد المائي (تجميع مياه الأمطار). فبعد تحوّل الجريان السطحي لمياه الشتاء من وادي راجل، كان يتم تحويلها خلال قناة صغيرة إلى منطقة منخفضة في الأرض محاطة بسور من الصخور. هذا السور المصنوع من الصخور هو سد جاوا. كان قلب السور مكوناً من الطين ورماد الخشب والتراب بسماكة 2-متر (6.6 قدم). كان القلب محاطاً بأسوار من الحجارة البازلتية. وضع الطين والتراب عند المصب بجانب السد لتدعيمه ووضعت بطانية منيعة عند المنبع لمنع التسريب. وكانت توضع فوق البطانية حشوة الصخور المذكورة سابقاً للتساعد في إطلاق الماء وتصريف ماء الخزان.

زيد ارتفاع السد لاحقاً بمعدل 1-2 مترين، وتم توسعة القلب في الفترة ذاتها ليصبح بسماكة 7 أمتار. بمرور الوقت، بنيت سدود وقنوات مائية صغيرة في المنطقة لتوسعة نظام التزويد المائي. في نهاية المطاف، حولت السدود المياه إلى نظام من عشرات الخزانات المخصصة للزراعة والرعي والاستهلاك البشري. كان خزان سد جاوا يستوعب نصف مخزون مياه النظام المائي كاملاً. نمت مدينة جاوا وتطورت بسرعة ووصل عدد سكانها إلى 2000 نسمة قبل أن تنهار.